# Untzilla
Untzilla est une elizate de la municipalité d'Aramaio dans la province d'Alava dans la Communauté autonome basque.

## Référence
1. ↑  Officiellement « Untzilla » Euskal Herriko leku 2012-07-25 (Site d'Euskaltzaindia ou Académie de la langue basque)